# Lunka
Lunka (en ukrainien : Лунка; en roumain : Lunca) est un village du raïon de Tchernivtsi, dans l'oblast de Tchernivtsi, en Ukraine.

## Histoire
Le 7 février 1941, des centaines de civils (principalement des Roumains) sont massacrés lorsqu'ils tentent de la frontière de l'Union soviétique vers la Roumanie massacre de Lunca (en)[pas clair].